# Yamaha TY
La Yamaha TY és una motocicleta de trial que ha estat produïda pel fabricant japonès Yamaha en dues etapes: des del seu llançament el 1973 fins al 1996, en què se'n va aturar la producció, i a partir del 2018. Durant la primera època, la denominació TY (acrònim de "Trial Yamaha") s'aplicava a una completa gamma de models equipats amb motor de dos temps que va abastar diverses cilindrades al llarg de la seva història: 50, 80, 125, 175, 250 i 350 cc. El 2018, Yamaha va recuperar la històrica denominació, tot i que ara aplicada a les noves motocicletes de trial elèctriques de la marca, les TY-E.

## Història
La primera Yamaha de trial de la història, la TY 250, va ser desenvolupada a partir de 1971 pel campió francès Christian Rayer amb el suport de Jean-Claude Olivier, antic president de Sonauto-Yamaha (l'importador de la marca a França). El 1973, Yamaha presentà el model definitiu i va fitxar el doble campió d'Europa Mick Andrews, aleshores pilot oficial d'OSSA. Aquell any mateix, el japonès Haruo Kimura va guanyar el primer campionat del Japó de trial de la història amb la TY 250 de fàbrica. Per la seva banda, Mick Andrews va ser subcampió d'Europa i va quedar segon als Sis Dies d'Escòcia de Trial. Els dos anys següents (1974 i 1975), l'anglès va guanyar dues edicions seguides dels Sis Dies d'Escòcia, amb la qual cosa va igualar el rècord de cinc victòries que ostentava Sammy Miller i va obtenir les dues primeres d'una moto japonesa en aquesta emblemàtica prova.
El primer britànic a competir amb la Yamaha TY, a banda d'Andrews, va ser Nick Jefferies. L'anglès va fer servir una unitat de sèrie durant dues temporades, fins que el 1975 el fitxà Sammy Miller per a l'equip oficial d'Honda que dirigia al Regne Unit. Més tard, altres pilots de renom van destacar en competició amb les Yamaha, entre ells Debbie Evans (la primera pilot de trial femenina a obtenir ressò internacional), Nigel Birkett, Tony Scarlett, Gilles Burgat, Bernie Schreiber i Thierry Girard.

## Característiques

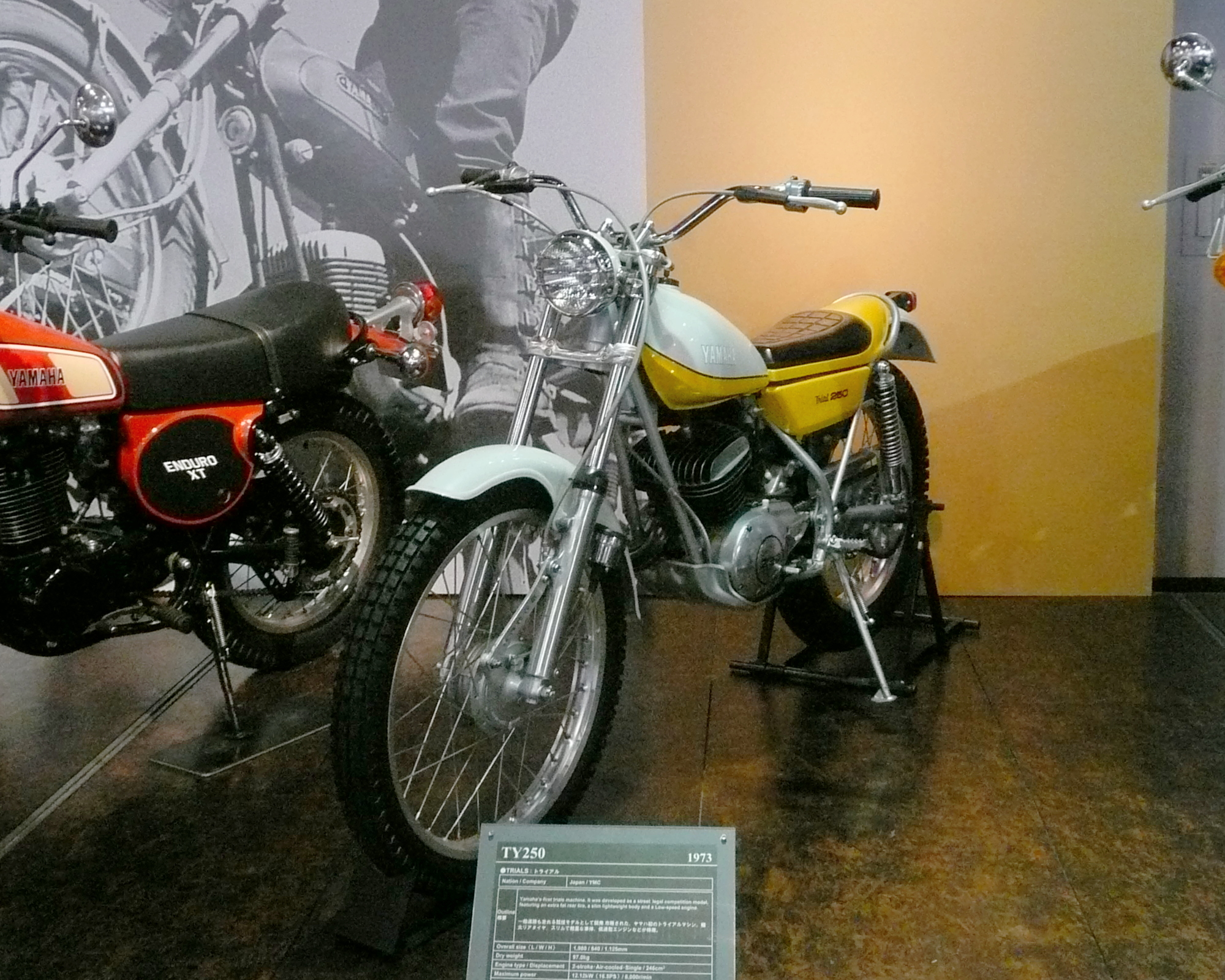
La Yamaha TY 250 de 1973

El primer model de TY comercialitzat per Yamaha, a mitjan 1973, va ser la "TY A" (model "434") de 250 cc. Era una motocicleta bellament acabada que introduïa importants novetats dins el sector de les motos de trial, com ara el motor amb sistema d'inducció "Torque", el pistó amb segment de tipus "L" Keystone, el sistema de lubrificació separat, tipus "Autolube", que permetia omplir el dipòsit de benzina sola (sense haver de mesclar-la amb l'oli), la possibilitat d'engegar el motor amb una velocitat engranada o l'ús de parafangs de plàstic entre d'altres.
Malgrat tot, la TY 250 no era prou competitiva: mentre que els principals models de trial disponibles aleshores al mercat (Bultaco Sherpa T, Montesa Cota 247, OSSA MAR) eren pràcticament rèpliques dels prototips provats en competició la temporada anterior pels pilots oficials de les respectives marques, la primera Yamaha TY 250 era més aviat una moto de passeig amb la qual es podia practicar el trial com a diversió, però no pas aspirar a l'èxit en competició. Era, per tant, una moto destinada a un públic heterogeni que tant es podia fer servir per a començar a aprendre les tècniques del trial com per a circular còmodament per camins rurals o, fins i tot, per ciutat (de fet, la moto es podia transformar fàcilment en un model de tipus trail de l'estil de la Bultaco Alpina
). Els models de fàbrica que pilotava Mick Andrews, en canvi, eren sofisticades motocicletes de competició d'alta tecnologia i gran rendiment.
Més tard, Yamaha va comercialitzar versions de la TY més enfocades a la competició, tot i que mai no van ser tan especialitzades com els models catalans (i, més endavant, italians) de la competència. Al mateix temps, entre el 1978 i el 1984, Mick Andrews va produir, associat amb John Edouard Shirt, les Majesty, unes versions artesanals de les TY que milloraven sensiblement els models estàndard. Al llarg dels anys hi hagué altres preparadors de TY, entre ells Whitehawk, R.A.M., Kato i fins i tot Sammy Miller, amb les seves TY High-Boy.
No fou fins a l'aparició de la Yamaha TY 250 R Monoshock el 1983 que Yamaha va oferir al públic en general una moto apta per a guanyar qualsevol prova de trial del màxim nivell.

### Prototips de competició
Els prototips que pilotava Mick Andrews (i, al Japó, Haruo Kimura) diferien considerablement de les Yamaha TY de sèrie, no gens competitives aleshores. Yamaha, que designava aquelles TY de fàbrica amb l'identificador OW, li assignà inicialment a Mick Andrews la unitat OW10, a la qual l'anglès anava incorporant o traient components especials per a provar-los en competició. Un dels elements que més en va experimentar va ser la suspensió posterior, passant de la clàssica de basculant amb doble amortidor a la innovadora de tipus monoamortidor, i viceversa, diverses vegades. La de tipus monoamortidor es basava en el sistema Cantilever que Yamaha havia adoptat amb èxit als seus models de motocròs feia pocs anys, amb el qual havia guanyat el mundial de 250cc el 1973 amb Håkan Andersson. Andrews, però, no acabava de sentir-s'hi còmode i sovint tornava al sistema tradicional.
També en l'apartat del motor hi havia canvis constants. Christian Rayer n'havia desenvolupat al seu moment versions en cilindrades superiors, entre elles una de 360 cc, que Andrews va provar en competició en alguna ocasió, tot i que l'anglès va pilotar preferentment la de 250 cc. Més tard, sobretot a partir del 1977, Mick Andrews va canviar a un nou prototip de 320 cc.

## Versions

### Llista de versions produïdes
Tot seguit, la llista de les versions de TY que va produir Yamaha al llarg de la seva història ordenada per l'any de la seva disponibilitat al mercat.
| Any  | Model     | Cilindrada | Id. Model    | Id. Japó |
| ---- | --------- | ---------- | ------------ | -------- |
| 1974 | TY80A     | 80 cc      | 451          |          |
| 1974 | TY250A    | 250 cc     | 491, 434     |          |
| 1974 | TY250J    | 250 cc     |              | 461      |
| 1975 | TY50      | 50 cc      |              | 538      |
| 1975 | TY80      | 80 cc      | 554          |          |
| 1975 | TY80B     | 80 cc      | 451          |          |
| 1975 | TY125     | 125 cc     | 541          | 539      |
| 1975 | TY175     | 175 cc     | 525          |          |
| 1975 | TY250     | 250 cc     | 516          |          |
| 1975 | TY250B    | 250 cc     | 493          |          |
| 1975 | TY250J2   | 250 cc     |              | 508      |
| 1976 | TY50      | 50 cc      | 1F4          |          |
| 1976 | TY50M     | 50 cc      | 1G3-1G7      |          |
| 1976 | TY80JC    | 80 cc      | 1NO          |          |
| 1976 | TY80J     | 80 cc      |              | 597      |
| 1976 | TY125     | 125 cc     | 1K6, 555     | 539      |
| 1976 | TY175     | 175 cc     | 525          | 1R1      |
| 1976 | TY175JC   | 175 cc     | 1N4          |          |
| 1976 | TY175JG   | 175 cc     | 580          |          |
| 1976 | TY250     | 250 cc     | 516          |          |
| 1976 | TY250     | 250 cc     | 493, 593     | 508      |
| 1977 | TY50      | 50 cc      | 1F4          | 538      |
| 1977 | TY50M     | 50 cc      | 1G3-1X7      |          |
| 1977 | TY80      | 80 cc      |              |          |
| 1977 | TY125     | 125 cc     | 1K6          |          |
| 1977 | TY250     | 250 cc     | 516          |          |
| 1977 | TY250     | 250 cc     | 493          |          |
| 1978 | TY50      | 50 cc      | 2M3          |          |
| 1978 | TY50M     | 50 cc      | 2J7-2K0, 1X7 |          |
| 1978 | TY80JE    | 80 cc      | 1N0          |          |
| 1978 | TY125     | 125 cc     | 1K6          | 539      |
| 1978 | TY175     | 175 cc     | 525          |          |
| 1978 | TY175JE   | 175 cc     | 1N4          |          |
| 1978 | TY250     | 250 cc     | 516          | 493      |
| 1979 | TY50      | 50 cc      |              | 538      |
| 1979 | TY175     | 175 cc     | 525          |          |
| 1979 | TY250     | 250 cc     | 493          |          |
| 1980 | TY50      | 50 cc      |              | 538      |
| 1980 | TY50M     | 50 cc      | 2J7-2K0      |          |
| 1980 | TY80      | 80 cc      | 2V9          |          |
| 1980 | TY125     | 125 cc     | 1K6, 4A4     |          |
| 1980 | TY175     | 175 cc     | 525          |          |
| 1980 | TY250     | 250 cc     | 516          |          |
| 1981 | TY80      | 80 cc      | 2V9          |          |
| 1982 | TY125     | 125 cc     | 13E          |          |
| 1983 | TY80A     | 80 cc      | 38F          |          |
| 1983 | TY80      | 80 cc      | 38G, 451     |          |
| 1983 | TY125     | 125 cc     | 1K6          |          |
| 1983 | TY125'83  | 125 cc     | 13E          |          |
| 1983 | TY175     | 175 cc     | 525          |          |
| 1984 | TY250     | 250 cc     |              | 536      |
| 1984 | TY250R    | 250 cc     |              | 38V      |
| 1984 | TY250     | 250 cc     | 44J, 44H     |          |
| 1985 | TY250SN   | 250 cc     | 1ER          |          |
| 1985 | TY250S'85 | 250 cc     | 59N          |          |
| 1985 | TY250R    | 250 cc     |              | 38V      |
| 1985 | TY250     | 250 cc     | 44J, 44H     |          |
| 1985 | TY350     | 350 cc     | 46Y          |          |
| 1986 | TY250R    | 250 cc     | 2AF          | 1LW      |
| 1986 | TY350     | 350 cc     | 46Y          |          |
| 1986 | TY350S    | 350 cc     | 1VY          |          |
| 1988 | TY250S'88 | 250 cc     | 59N          |          |
| 1988 | TY250R    | 250 cc     | 3BA          | 3BB      |
| 1989 | TY125'89  | 125 cc     | 3SU1         |          |
| 1991 | TY250R    | 250 cc     |              | 4AJ1     |
| 1991 | TY250R'91 | 250 cc     | 4AJ2         |          |
| 1993 | TY250Z    | 250 cc     | 4GG-4GG2     |          |
| 1994 | TY250Z    | 250 cc     | 4GG3-4GG4    |          |
| 1994 | TY250ZS   | 250 cc     | 4ML          |          |
| 1995 | TY250Z    | 250 cc     | 4GG5-4GG6    |          |
| 1996 | TY250Z    | 250 cc     | 4GG7-4GG8    |          |

### TY 125
Un dels models més cèlebres de la gamma TY ha estat la TY 125, la qual, amb 53.000 unitats venudes en vint anys, és el model de trial més venut del món. La Yamaha TY 125 va acostar el trial a un públic divers i va ser la primera moto de nombrosos futurs campions, entre ells Thierry Michaud. Presentada a finals de 1974 al Saló de la Moto de París, la moto es venia a l'època a França per menys de 5.000 francs (poc més de 700 euros al canvi) i aviat assolí rècords de vendes dins el sector de les motocicletes de trial juvenils, dins el qual, fins aleshores, una de les principals opcions era la Montesa Cota 123. L'any del llançament de la TY 125 (1975) se'n van vendre un total de 2.700 a França, país que esdevingué el principal mercat d'aquest model: entre el 1975 i el 1991 se n'hi van vendre prop de 24.500 unitats, 6.372 només per al 1976.
Al llarg dels seus setze anys d'existència se'n van produir dos tipus diferents:
- TY 125 type 541 (1975 - 1976)
- TY 125 type 1K6 (1976 - 1991)

El primer model, type 541, és fàcilment identificable pel seu far rodó, el petit dipòsit aerodinàmic i el silenciador de l'escapament cilíndric de petit diàmetre, així com el càrter d'alumini polit. El següent model, type 1K6, duia un silenciador més gran i el càrter de color negre setinat. Malgrat tot, les evolucions tècniques de la TY 125 al llarg d'aquests setze anys van ser mínimes; la més visible, la de l'escapament de l'1K6 de 1976, es va fer per tal de complir amb els nous estàndards d'homologació alhora que s'actuava sobre l'admissió i la configuració del carburador. Per tant, l'única manera d'identificar a simple vista l'any de fabricació d'una TY 125 és per mitjà dels detalls estètics: decoració del dipòsit, color del selló, de la reixa del tub d'escapament o del motor, etc.

### Altres

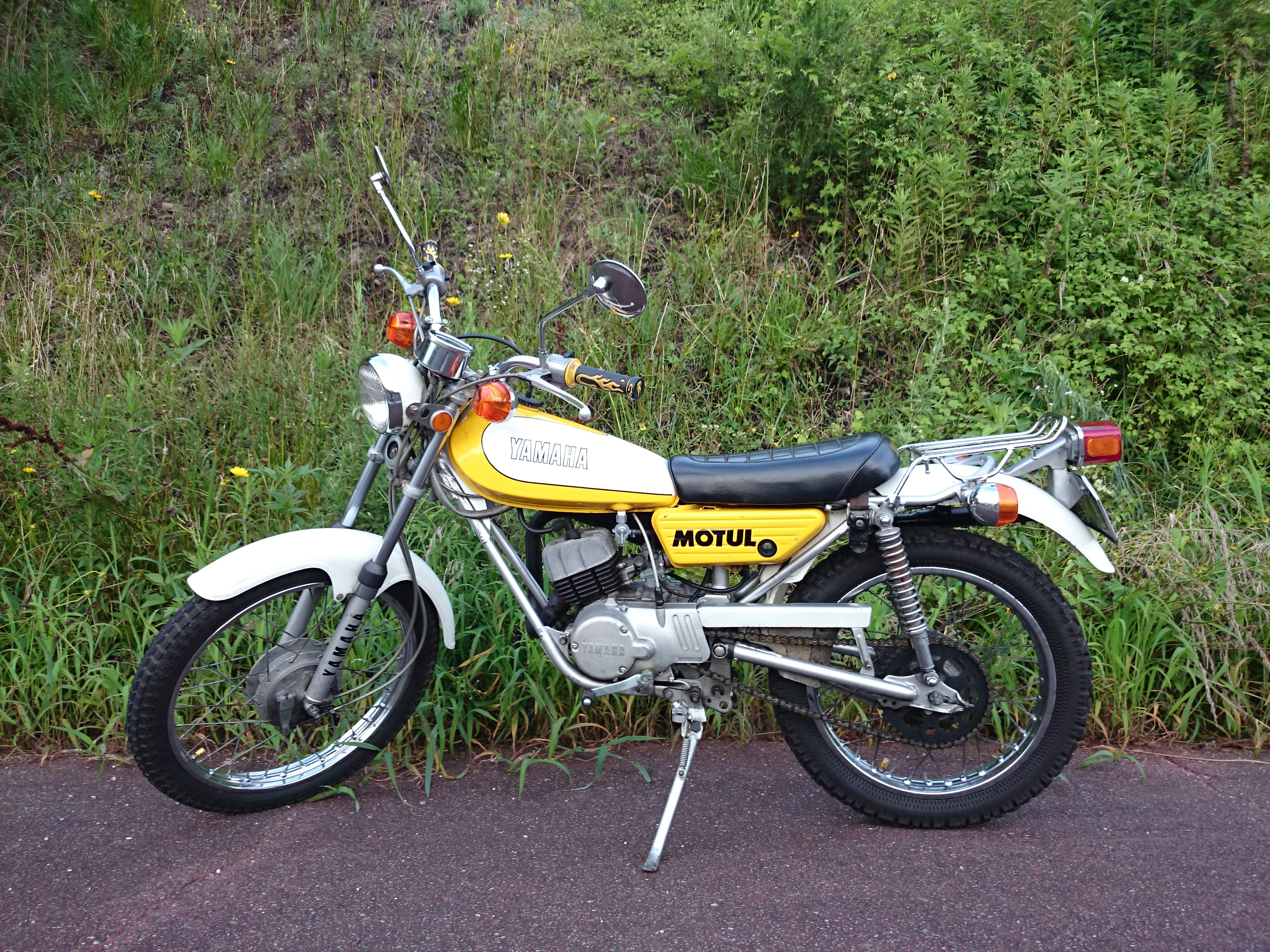
Yamaha TY 50 de 1975

Entre el 1975 i el 1976 es van llançar dos models de petita cilindrada, 50 i 80 cc, per tal de completar la gamma. Els bastidors i els conjunts de fibra eren idèntics, només diferien de la 125 per la cilindrada del motor. Només a França, Yamaha va vendre 23.000 unitats de la TY 50.
El 1983, Yamaha va llançar una millora important amb la nova TY 250 (model "38V" al Japó i "44J" a Europa), identificable per la seva suspensió posterior de tipus mono-amortidor ("Monoshock"), el prototip inicial del qual havia estat posat a punt a començaments d'any al Japó per Nigel Birkett. Tot i constar d'un sol amortidor, el nou sistema de suspensió no tenia res a veure amb l'antic Cantilever que havia experimentat Mick Andrews anys enrere, sinó que es basava en un amortidor col·locat de forma vertical sota el selló. El Monoshock representà un punt d'inflexió en l'evolució tecnològica de les motocicletes de trial, les quals van adoptar en massa aquesta innovació i van abandonar, doncs, el clàssic sistema de basculant amb doble amortidor hidràulic. La nova TY Monoshock es produí fins al 1988 en diverses versions: 250 i 350 cc, versió R, etc. El 1991, la gamma incorporà una nova millora, el fre de disc anterior.
El 1993, Yamaha va tornar a llançar un model innovador, la TY 250 Z, amb bastidor de biga d'alumini i un motor de dos temps refrigerat per aigua. La moto es va produir fins al 1996 i, tot seguit, es va encetar un llarg període d'inactivitat pel que fa a la família TY. El 1998, el fabricant occità Scorpa va signar un acord amb Yamaha per tal de poder muntar els motors TY en els seus models de trial. Des d'aleshores i fins al 2018, l'única novetat pel que fa a la denominació TY en motocicletes de trial varen ser alguns models de Scorpa, entre ells la TY-S 125F del 2003, tot i que, aquesta, equipada amb motor de quatre temps. A banda de les TY, Scorpa produïa la gamma de trial SY, igualment equipada amb motors Yamaha, un dels darrers models de la qual fou la SY 250 RR del 2009. Tant les TY com les SY de Scorpa es venien a tot el món sota la marca occitana, tret del Japó, on es comercialitzaven sota la marca Yamaha.
La reaparició de la família TY de Yamaha es va produir el 23 de març de 2018 al Saló de l'Automòbil de Tòquio, on l'empresa presentà la TY-E1, un prototip de motocicleta elèctrica de trial que es va inscriure a la Copa FIM de Trial-E.

## Galeria

Models de Yamaha TY
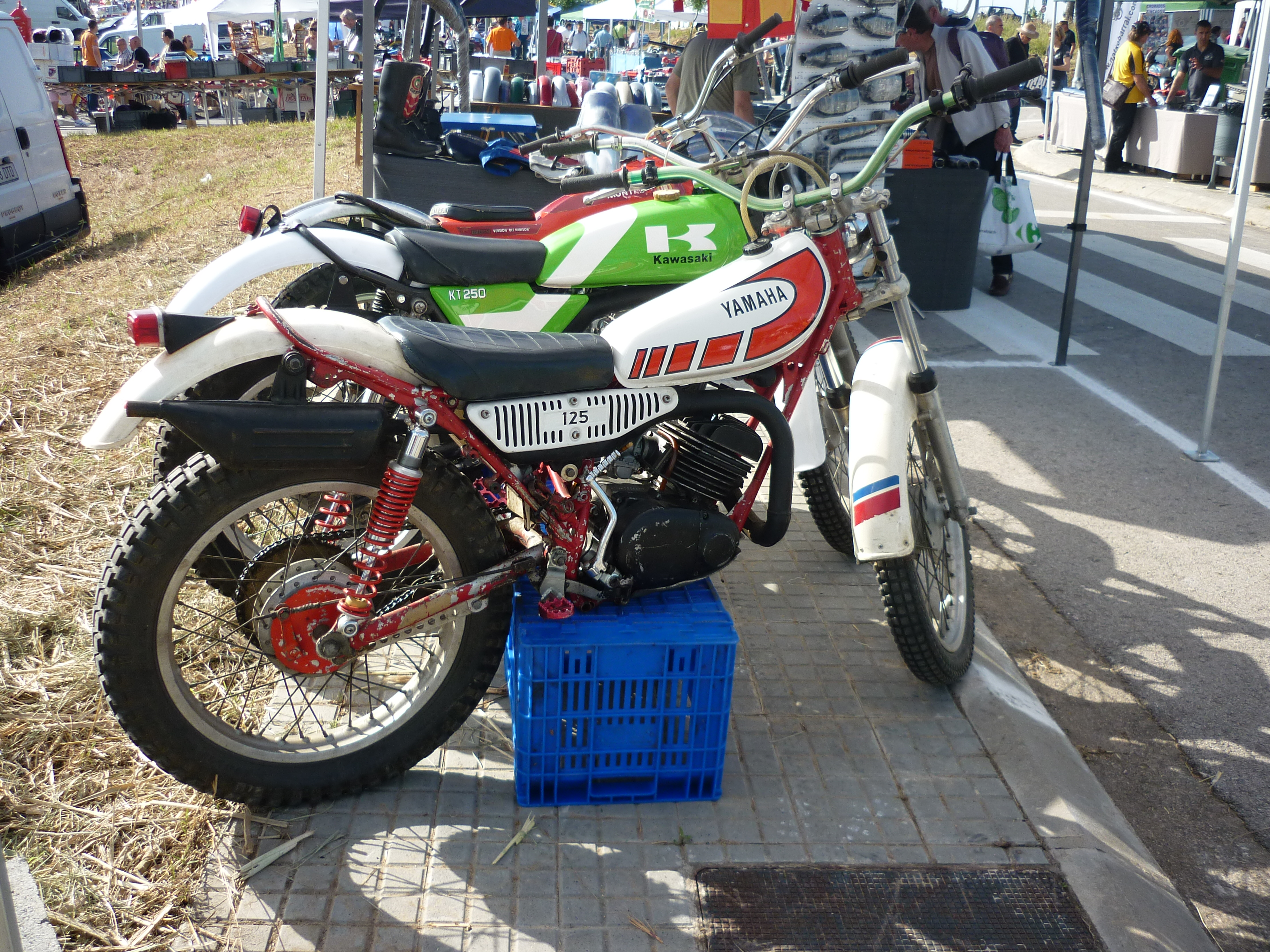
TY125 1K6 ca. 1977
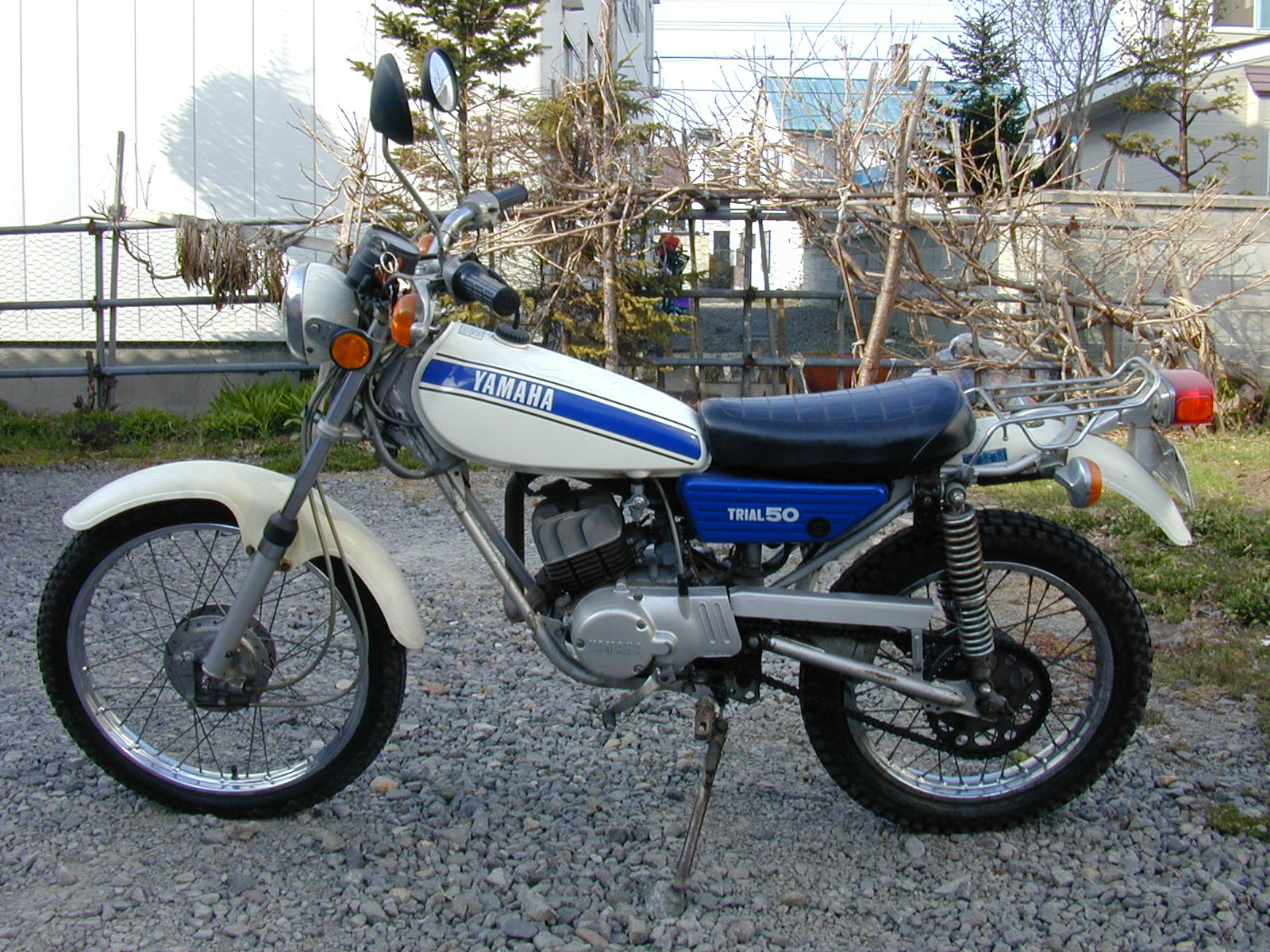
TY50 de 1977
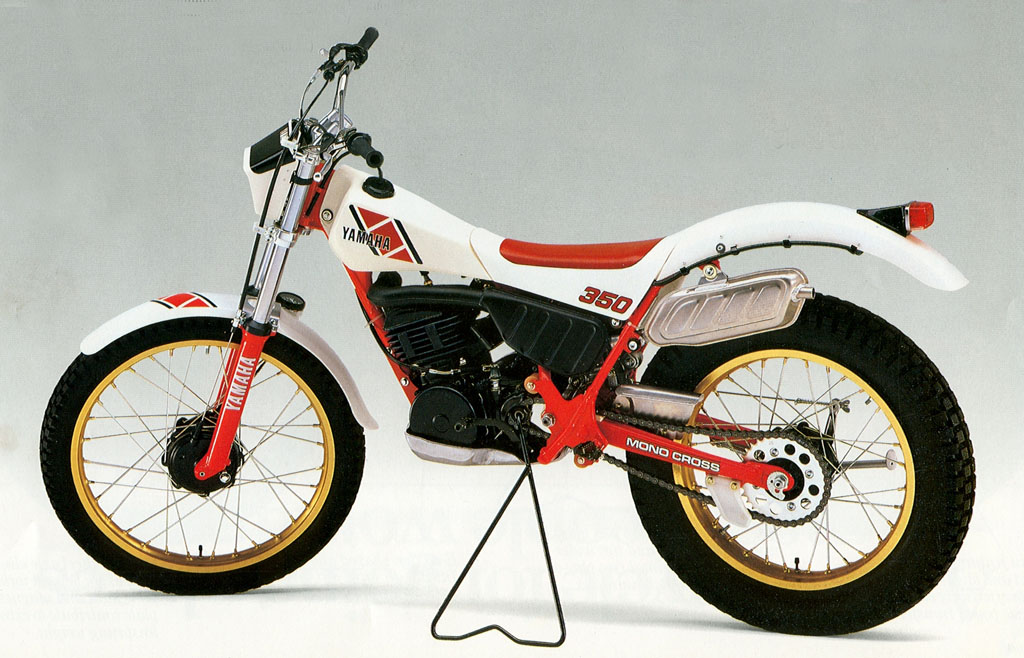
TY350 de 1986, amb Monoshock
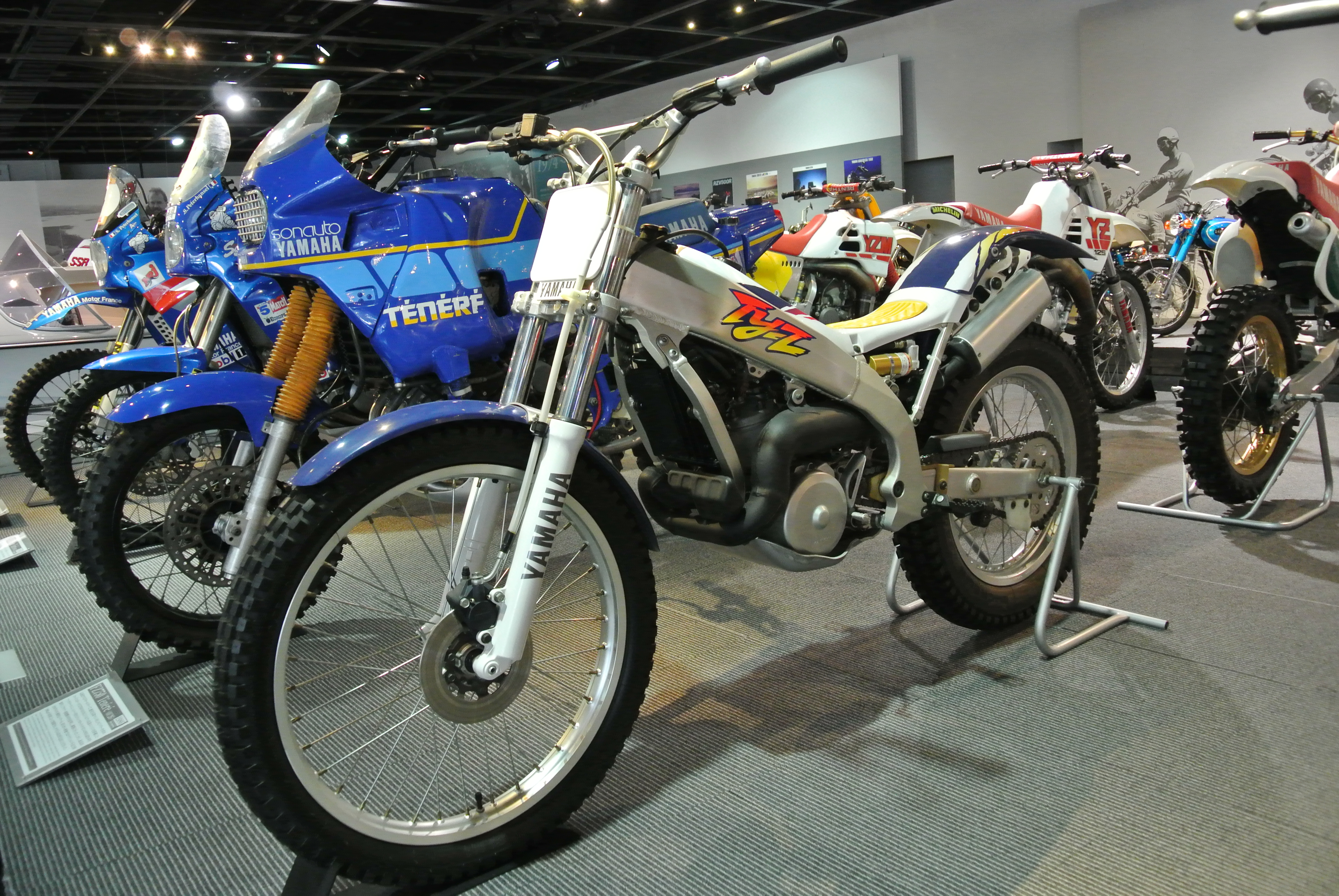
TY250Z de 1996, amb refrigeració líquida
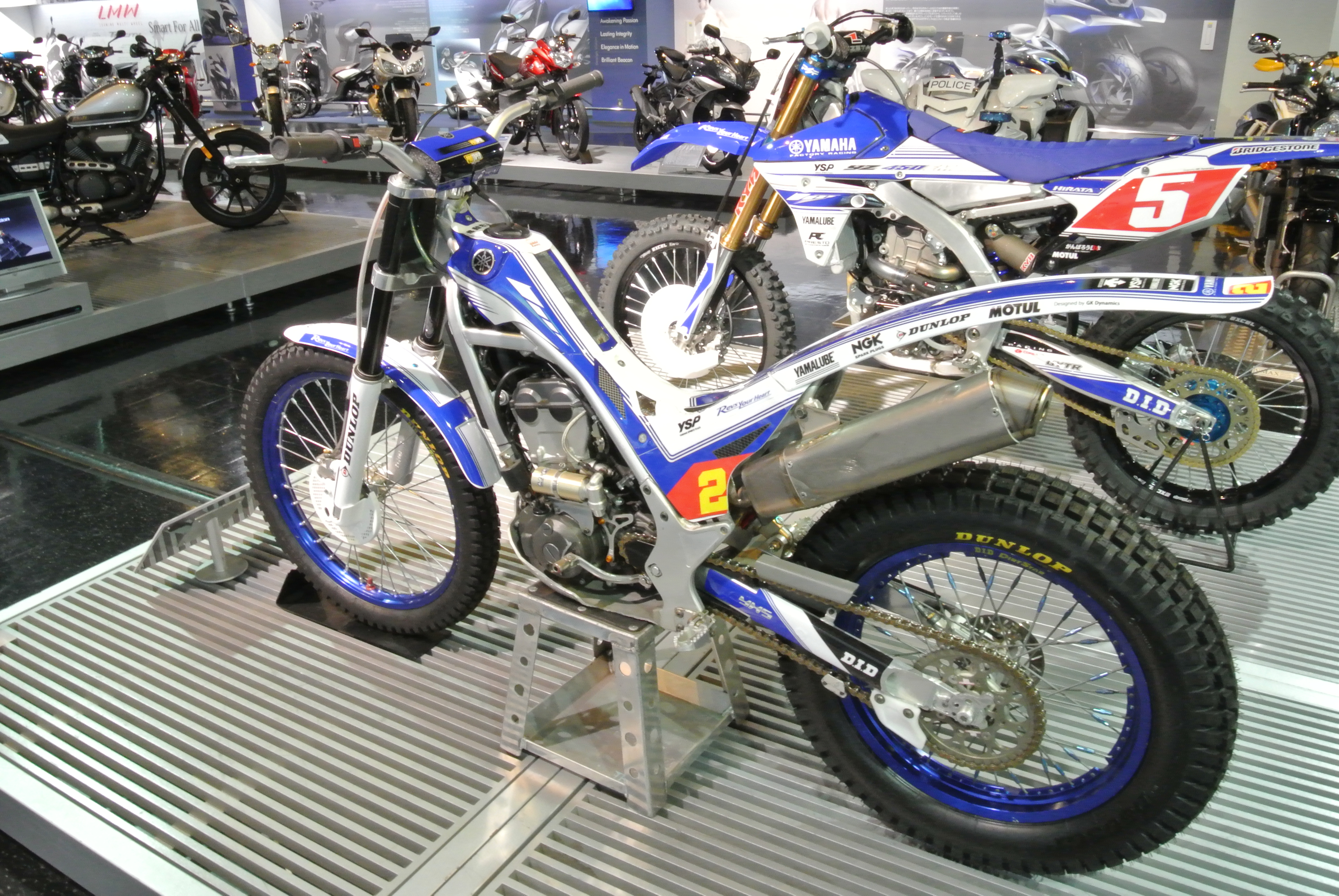
TYS250F 1 (YCP) de 2011 (en realitat, una Scorpa)